# Plagiomnium vesicatum
Plagiomnium vesicatum là một loài Rêu trong họ Mniaceae. Loài này được (Besch.) T.J. Kop. mô tả khoa học đầu tiên năm 1968.